# Pumpernudel
Pumpernudel (historisch auch Pumperludl  und Pumpernudl) ist ein Ortsteil der Gemeinde St. Wolfgang im oberbayerischen Landkreis Erding.

## Lage
Die Einöde Pumpernudel liegt oberhalb der Quellen des Herrnberger Grabens, 1,7 Kilometer nordwestlich von Sankt Wolfgang. Sie liegt in der Luftlinie 3 Kilometer südlich der Bundesautobahn A 94, von deren Ausfahrt 24 (Lengdorf) sie auf einer 10 Kilometer langen Fahrt zu erreichen ist.

## Name
Der Ortsname leitet sich von einem Pumper Ludwig ab, der von 1566 bis 1600 der Bauer auf dem Hof war. Die damalige Ortsnamenvariante Pumperludl wich 1796 der Ortsbezeichnung Pumpernudl. Der lustige Klang des Ortsnamens führte dazu, dass das Ortsschild schon mehrfach gestohlen wurde. Ein offiziell vom Sankt Wolfganger Bürgermeister gespendeter Wegweiser hängt heute im Oberkotzauer Fernwehpark zwischen den Ortsschildern von Pups und Katzenhirn.
Die Einöde kam am 1. April 1971 durch die Eingemeindung der Gemeinde Lappach zur Gemeinde St. Wolfgang im damaligen Landkreis Wasserburg am Inn.

## Bevölkerungsentwicklung
Um 1871 gab es in Pumpernudel elf Einwohner. Im Mai 1987 lebten dort zwölf Einwohner in zwei Wohngebäuden.
| Jahr      | 1871 | 1925 | 1950 | 1970 | 1987 |
| Einwohner | 11   | 18   | 15   | 6    | 12   |